# مطار ووجا
مطار وجا (إياتا: WJA) هو مهبط طائرات للاستخدام العام في وجا في أيلينجلابلاب أتول، جزر مارشال. تم تعيين معرف الموقع دبليو جي أي من قبل اتحاد النقل الجوي الدولي (ال اي تي اي) لمهبط الطائرات.

## شركات الطيران والوجهات
| شركـات طيـران     | الوجهات             |
| ----------------- | ------------------- |
| جزر مارشال الجوية | جبوت، جاه، كواجالين |